# Camama
Camama és una comuna del municipi de Belas de la província de Luanda. Té uns 190.000 habitants.